# 小行星4621
小行星4621（英語：4621 Tambov）是一颗围绕太阳公转的小行星。1979年8月27日，尼古拉·切爾尼赫在克里米亚发现了此天体。
这颗小行星的绝对星等为105.21204等。